# Quarto tempo
Quarto tempo è il decimo album del compositore milanese Roberto Cacciapaglia, pubblicato il 14 settembre 2007 dalla Universal Classic Music.
In questo album sono presenti alcuni brani già pubblicati nel precedente album Incontri con l'anima: How Long, Atlantico e Sarabanda.
Oltre a questi, altri brani sono stati utilizzati come colonne sonore per alcuni spot televisivi: Banca Antonveneta (Olimpica), Asti Spumante (Seconda Navigazione), e Divani&Divani Natuzzi (Floating).
Inoltre, Oceano è utilizzata per alcuni spettacoli al Lake Arena di Expo.

## Tracce
1. Tema celeste – 4:07
2. Oceano – 4:09
3. Olimpica – 3:57
4. Atlantico – 3:48
5. Floating – 3:24
6. Nuvole di luce – 3:07
7. How Long – 3:33
8. Seconda navigazione – 3:49
9. Sarabanda – 3:04
10. Outdoor – 4:25
11. Ancient Evenings – 2:52
12. Viaggio di notte – 4:20